# Santuario della Madonna delle Grazie (Montemarciano)
Il santuario della Madonna delle Grazie, detto anche oratorio dell'Annunziata, è un edificio sacro che si trova in località Montemarciano, nel comune di Terranuova Bracciolini, in provincia di Arezzo.

## Storia e descrizione
Fu costruito nel 1532 per iniziativa della Compagnia di San Michele intorno ad un tabernacolo viario. L'edificio sacro, ad aula unica, è introdotto su tre lati da un portico di ordine toscano con volte a crociera, aggiunto agli inizi del XVII secolo. La decorazione pittorica nella lunetta sopra la porta d'accesso, raffigurante la Madonna col Bambino e san Giovannino, è datata 1632, del pittore locale Andrea del Bello.
L’interno a navata unica presenta due altari lapidei. L'altare di destra fu eretto nel 1621 da Andrea e Niccolò Betti da Montemarciano, dimoranti a Roma, che dovevano essere ritratti nelle cornici ovali ai lati, al di sotto delle quali rimangono le loro iscrizioni dedicatorie. La pala fu verosimilmente commissionata dagli stessi cugini, è attribuita a Giovanni Montini e raffigura la Madonna del Carmine e i santi Andrea, Caterina, Niccolò e Lucia, databile agli anni venti del Seicento. All'altare di sinistra, eretto nel 1608 dagli eredi del capitano Martino di Cristofano, è invece un'Annunciazione assegnata a Michelangelo Vestrucci.
Alla parete destra è l'interessante cantoria in pietra, risalente allo stesso periodo in cui furono realizzati gli altari, divisa in tre scomparti con Cori di angeli musicanti, di Giovanni da San Giovanni, la cui famiglia aveva dei possedimenti nelle vicinanze, databile al 1628-1629 circa.
Sopra l'altare maggiore campeggia un affresco databile verso il terzo decennio del Quattrocento, con la venerata Madonna in trono che allatta il Bambino tra i santi Michele e Giovanni Battista, inizialmente attribuito a Masaccio, e ora a Francesco d'Antonio di Bartolomeo.